# Hex (serie televisiva)
Hex è una serie televisiva britannica prodotta dalla Shine Limited e trasmessa sul canale satellitare Sky One tra il 2004 e il 2005. Ambientata in una scuola inglese, Hex narra le vicende di una lotta tra le forze demoniache (i nefilim) e quelle angeliche.
Ad aprile 2006 venne annunciato che la serie non era stata rinnovata per una terza stagione.
La canzone della sigla iniziale è il brano "#1 Crush" dei Garbage.
In Italia la serie viene trasmessa per la prima volta dal 31 gennaio 2010 su Italia 1, a notte fonda; repliche della serie sono state poi trasmesse sul canale satellitare Horror Channel dal 23 gennaio 2012.

## Trama

### Prima stagione
In un antico maniero inglese, il Medenham Hall, oggi adibito a scuola privata per adolescenti, studia una ragazza di nome Cassie Hughes. Cassie è affidata alla tutela della scuola poiché il padre l'ha abbandonata e la madre è in cura presso uno istituto psichiatrico, inoltre la ragazza non è molto popolare a scuola, e ha come compagna di stanza Thelma Bates, ragazza omosessuale e molto tosta, che la sostiene ed è neanche troppo segretamente innamorata di lei; completano l'ambiente scolastico i compagni Roxanne, ragazza popolare e manipolatrice, Troy, il ragazzo di cui è innamorata Cassie e infine Leon, miglior amico ombra di Troy. Un giorno Cassie trova un antico vaso nei sotterranei della scuola e ci si taglia accidentalmente versando una goccia del suo sangue all'interno dello stesso; questo risveglierà un'antica e potente creatura che non tarda a manifestarsi come Azazeal, un angelo caduto, che uccide Thelma durante un rituale, anche se poi quest'ultima torna sotto forma di fantasma che solo Cassie può vedere. Col proseguire della storia si scoprono diversi segreti di Medenham, innanzitutto che era la dimora, nel 1700, di una donna con poteri psichici chiamata Rachel Wainwright, la quale si era sposata con Thomas McBain, un commerciante di schiavi afroamericani iniziando così ad interessarsi alla magia voodoo; fu proprio Rachel, sacrificando una sua giovane serva, a risvegliare Azazeal, il quale ha bisogno dei poteri della strega per generare con lei suo figlio, la cui nascita libererà un esercito di duecento nefilim, angeli caduti come lui. I tentativi di Azazeal non riuscirono mai ad andare a buon fine e ogni volta i membri della famiglia McBain finivano col morire prima che lui potesse concepirci l'agognato figlio; tutto ciò viene di volta in volta rivelato a Cassie in sogno che, grazie all'aiuto di Thelma, scopre di essere proprio una discendente della famiglia McBain e quindi una strega lei stessa. Azazeal decide quindi di ricorrere a Troy e al suo ascendente su Cassie per ottenere ciò che vuole e quindi mette nell'orecchio del ragazzo un verme con il quale il ragazzo cade in sua "possessione"; questa possessione passa poi a Cassie quando i due copulano e così Azazeal riesce a irretire la mente della ragazza ed infine a sedurla mettendola incinta. Cassie, dopo diversi momenti di confusione, prende la decisione di interrompere la gravidanza che si sta inoltre sviluppando in maniera molto rapida, grazie anche al conforto di Thelma che viene a sapere da un altro spettro che quando il figlio di Cassie verrà ucciso, il fantasma non sarà più intrappolato sulla Terra e quindi non potrà più stare o parlare con Cassie, ma Azazeal interviene ancora una volta e, complice anche l'aiuto di Jo, una professoressa della Medenham che lui ha sedotto, riesce a manipolare il dottore che pratica l'aborto a Cassie convincendo così la ragazza di aver eseguito l'operazione quando in realtà il medico ha fatto effettivamente partorire il bambino e poi affidato quest'ultimo proprio ad Azazeal.

### Seconda stagione
Cassie e Thelma stanno ancora studiando un modo per liberarsi di Azazeal e di suo figlio (da lui chiamato Malachi) quando giunge in loro soccorso Ella Dee, una strega di 500 anni (ma con l'aspetto di una diciassettenne grazie alla magia) facente parte dell'Ordine al servizio dell'Arcangelo Raffaele per combattere il Male in ogni sua forma. Ella dichiara di potersi liberare di Azazeal uccidendone il figlio con un pugnale sacro, tuttavia Cassie, mandata ad indagare sul conto di Azazeal, ne viene nuovamente sedotta e, intenerita da suo figlio, si immola per lui venendo quindi uccisa da Ella durante il rituale. Azazeal riesce dunque a nascondersi con Malachi e Thelma diviene la nuova confidente di Ella che nel frattempo si iscrive alla Medenham come una normale studentessa. Dopo circa sei mesi, Azazeal torna all'attacco e ricatta Thelma chiedendo di portargli un'antica pietra magica che Ella gli aveva sottratto in cambio della possibilità di dire addio al fantasma di Cassie; la ragazza accetta, ma così Ella viene tormentata da Azazeal che, grazie alla pietra, le fa rivivere il processo che aveva subito secoli prima in quanto accusata di stregoneria. Neanche l'aiuto di Leon che la strega aveva iniziato a frequentare dopo il suo arrivo a scuola, riesce ad evitare il peggio; così Ella, avvelenata anche con l'Erba di San Giovanni, unico suo punto debole, da padre Jez Herriot (un nuovo insegnante della scuola che però si scopre essere il nefilim Ramiel il quale intesse anche una relazione con la studentessa Roxanne), finisce per l'essere rinchiusa in un manicomio perdendo così i suoi poteri. Con l'aiuto di Thelma e Leon, Ella riesce a fuggire dal manicomio nel quale veniva inoltre torturata da Perie, una fata malvagia al servizio di Azazeal, ma ormai questa sua vita è compromessa e quindi, senza i suoi poteri, inizia a raggiungere la vecchiaia che le spetterebbe, ma grazie ad un rituale nel quale lei viene uccisa non per cause naturali, Ella riesce a tornare in vita nuovamente in possesso dei suoi poteri e finalmente guarita uccidendo per prima cosa Jez Heriot. Azazeal viene dunque dispensato del suo incarico di sconfiggere le forze del Bene e così tutto passa nelle mani di Malachi, nel frattempo cresciuto così velocemente da aver raggiunto le sembianze di un diciassettenne, il quale si iscrive a Medenham iniziando così a corteggiare Ella dando a pensare che qualcosa di buono di Cassie possa vivere in lui. Ella inizialmente prova a combattere i suoi sentimenti per Malachi, ma la cosa si fa sempre più difficile così l'Arcangelo Raffaele punisce la ragazza con una forma aggressiva di postule, mentre Malachi viene punito da Mefistofele (sua guida nel cammino verso il Male) con la cecità, tutto questo perché la loro unione non deve avvenire; tuttavia i ragazzi cedono e copulano così che si scopre che era Raffaele ad avere ragione, mentre Mefistofele aveva solo messo in atto una tattica; Ella perde i suoi poteri e diventa una succube di Malachi che decide quindi di seguire del tutto il suo destino di corruttore di anime. Thelma inizia una relazione con Maya Robertson, una ragazza che Malachi uccide solo per permettere alle due di stare insieme, ma tale rapporto è vissuto con grande senso di colpa dalla ragazza che non vuole rivelare a Maya le reali cause della sua morte. Leon e Thelma riescono a risvegliare l'anima addormentata di Ella e a liberarla dall'influenza di Malachi il quale inizia ben presto a corrompere tutti gli studenti della Medenham, incluso, per un breve momento, Leon. Anche Thelma per poco passa dalla parte di Malachi quando capisce che la sua sconfitta comporterà la morte sia sua che di Maya, ma Ella distrugge il corpo di Maya uccidendone quindi il fantasma e facendo rinsavire Thelma che, dopo un'iniziale rabbia nei suoi confronti, torna ad aiutarla. Nel frattempo Ella decide di liberarsi di Raffaele dicendogli di voler combatter il Male a modo suo, mentre Mefistofele viene punito per aver rivelato a Leon come risvegliare l'anima addormentata di Ella. Malachi ha tutta la scuola in suo possesso, tranne Roxanne che, dopo la relazione con Jez, è tornata a Medenham cambiata e cercando di essere una persona migliore; Ella prova a tornare nel passato per uccidere Malachi quando era ancora un neonato, ma fallisce rischiando di morire lei stessa (l'unico modo in cui può morire un Consacrato è di venire dissanguato e, infatti, nel passato Ella resta ferita dal suo stesso pugnale) così torna nel presente dove grazie a Thelma e Leon riesce a fuggire dalla scuola data nel frattempo alle fiamme da Malachi che, non essendo riuscito a corromperla, sacrifica lo spirito puro di Roxanne. Ella, Thelma e Leon si rifugiano in un cimitero.

## Cast e interpreti

### Personaggi principali
- Cassandra "Cassie" Hughes (stagioni 1-2), interpretata da Christina Cole, doppiata da Domitilla D'Amico; è la protagonista della prima stagione, una strega discendente della stirpe McBain e preda di Azazeal per concepire il figlio che libererà un esercito di angeli caduti.
- Thelma Bates (stagioni 1-2), interpretata da Jemima Rooper, doppiata da Ilaria Latini; è la migliore amica di Cassie, nonché omosessuale dichiarata; viene uccisa nel primo episodio per poi diventare un fantasma ed aiutare i protagonisti nelle situazioni di difficoltà; il suo destino è legato alla vittoria del bene sul male, infatti la sua presenza sulla Terra come fantasma è a causa del rituale con cui Azazeal ha riacquisito i poteri, se lui (o il suo erede) muore, il fantasma di Thelma scompare.
- Azazeal (stagioni 1-2), interpretato da Michael Fassbender, doppiato da Christian Iansante; è l'antagonista principale della serie, un angelo caduto che, dai tempi degli antichi egizi, cerca la strega più potente al Mondo per concepire un bambino la cui nascita libererà un esercito di nefilim al suo servizio.
- Leon Taylor (stagioni 1-2), interpretato da Jamie Davis, doppiato da Andrea Mete; è un ragazzo della Medenham, inizialmente "segugio" di Troy; in seguito alla partenza di quest'ultimo diventa una specie di bulletto della scuola, molto spaccone e superficiale fino a quando inizia a provare dell'interesse per Ella, aiutandola in seguito nella sua lotta contro le forze del male.
- Ella Dee (stagione 2), interpretata da Laura Pyper, doppiata da Barbara De Bortoli; è una strega che da 500 anni dà la caccia ad Azazeal, arriva a Medenham per aiutare Cassie a sconfiggere il demone; essendo una strega, anche lei può vedere Thelma.
- Malachi (stagione 2), interpretato da Joseph Beattie, doppiato da Niseem Onorato; è il figlio di Azazeal e Cassie, cresciuto con gli stessi ideali malvagi del padre ed è visto come il Messia degli Angeli Caduti che permetterà loro di prendersi la Terra dopo che Malachi si sarà nutrito delle anime degli umani da lui corrotti.

### Personaggi secondari
- Roxanne Davenport (stagioni 1-2), interpretata da Amber Sainsbury, doppiata da Letizia Scifoni; è la classica ragazza popolare della scuola, manipolativa e superficiale, nella seconda stagione si lega ad un professore diventando la sua personale spia sull'operato di Cassie prima e di Ella poi.
- Jo Watkins (stagioni 1-2), interpretata da Anna Wilson-Jones, doppiata da Francesca Fiorentini; una professoressa della Medenham che ha molto a cuore Cassie, ma che finisce per essere sedotta da Azazeal e passare quindi alle forze del male.
- David Tyrel (stagioni 1-2), interpretato da Colin Salmon, doppiato da Stefano Mondini; è il preside della Medenham.
- Troy (stagione 1), interpretato da Joseph Morgan, doppiato da Emiliano Coltorti; è un ragazzo popolare della scuola di cui Cassie è sempre stata innamorata, ma non ricambiata, almeno fino a quando la ragazza scopre i suoi poteri. I due si frequentano fino a quando Cassie rompe con lui e il ragazzo lascia poi la scuola.
- Gemma (stagione 1), interpretata da Zoë Tapper, doppiata da Francesca Manicone; un'amica di Roxanne e Troy.
- Jez Heriot (stagione 2), interpretato da Sam Troughton, doppiato da Alberto Bognanni; è un nuovo professore della Medenham nonché prete, si scopre in seguito che la sua vera identità è Ramiel, uno dei nefilim al servizio di Azazeal, che ha come scopo solo quello di uccidere Ella e, nel farlo, si serve delle delazioni di Roxanne.
- Tom Wright (stagione 2), interpretato da Samuel Collings, doppiato da Daniele Natali; è uno studente della Medenham e nuovo miglior amico di Leon dopo la partenza di Troy.
- Alex (stagione 2), interpretata da Jemima Abey, doppiata da Evita Zappadu; è una studentessa della Medenham, inizialmente spalla di Roxanne.
- Perie (stagione 2), interpretata da Katrine De Candole, doppiata da Antonella Baldini; è una fata malvagia al servizio di Azazeal.
- Max Rosen (stagione 2), interpretato da Leon Ford, doppiato da Paolo Vivio; è un amico che aiuta Leon a salvare Ella.
- Maya Robertson (stagione 2), interpretata da Laura Donnelly, doppiata da Valentina Mari; è una ragazza che attira le attenzioni di Thelma e che Malachi uccide per poter permettere loro di stare insieme; dopo la sua morte infatti, Maya diventa la ragazza di Thelma.
- Raffaele (stagione 2), interpretato da Anatole Taubman, doppiato da Massimo Lodolo; è l'Arcangelo Raffaele, colui che dà gli ordini ad Ella per liberarsi di Malachi.
- Mefistofele (stagione 2), interpretato da Ronan Vibert, doppiato da Paolo Marchese; è un'entità malvagia molto antica e capo di Azazeal, in seguito diventa il mentore di Malachi per fargli compiere il suo destino oscuro.

## Episodi
| Stagione         | Episodi | Prima TV originale | Prima TV Italia |
| ---------------- | ------- | ------------------ | --------------- |
| Prima stagione   | 6       | 2004               | 2010            |
| Seconda stagione | 13      | 2005               | 2010            |

## Messe in onda internazionali
- Uscita nel  Regno Unito: 17 ottobre 2004
- Uscita in  Islanda: 4 ottobre 2005
- Uscita in  Italia: 31 gennaio 2010